# Polymetme
Polymetme is een geslacht van straalvinnige vissen uit de familie van lichtvissen (Phosichthyidae). Het geslacht is voor het eerst wetenschappelijk beschreven in 1926 door McCulloch.

## Soorten
- Polymetme andriashevi Parin & Borodulina, 1990
- Polymetme corythaeola (Alcock, 1898)
- Polymetme elongata (Matsubara, 1938)
- Polymetme illustris McCulloch, 1926
- Polymetme surugaensis (Matsubara, 1943)
- Polymetme thaeocoryla Parin & Borodulina, 1990